# Predatorman
Pour plus de détails, voir Fiche technique et Distribution.
Predatorman (En VO Alien Lockdown) est un téléfilm d'Horreur réalisé par Tim Cox et diffusé le 7 février 2004 sur Sci Fi Channel.

## Synopsis
À la suite d'une expérimentation qui a mal tourné visant à créer l'arme parfaite, un commando est envoyé dans un laboratoire de recherche génétique pour éradiquer la créature. Mais le groupe qui devait être le chasseur devient la proie.

## Fiche technique
- Tire original : Alien Lockdown
- Titre français : Predatorman
- Réalisateur : Tim Cox
- Scénario : Ross Helford et T.M. Van Ostrand d'après une histoire de Ken Badish, Boaz Davidson et John Thompson
- Musique : John Dickson
- Photographie : John S. Bartley
- Montage : Marc Jakubowicz
- Distribution : Adrienne Stern
- Décors : Carlos Da Silva
- Costumes : Sonya Despotova
- Effets spéciaux de maquillage : Sofi Hvarleva et Ivon Ivanova
- Effets spéciaux : Willie Botha
- Effets visuels : Nikolay Gachev
- Producteurs : Boaz Davidson et Ken Badish
- Producteurs exécutifs : Danny Dimbort, Avi Lerner et Trevor Short
- Coproducteur : Tavin Marin Titus
- Compagnies de production : Active Entertainment, Millennium Films et Plinyminor
- Distribution : Millennium Films
- Durée : 96 minutes
- Pays :  États-Unis -  Bulgarie
- Langue : Anglais
- Image : Couleurs
- Ratio écran : 1.78:1
- Genre : Horreur

## Distribution
- James Marshall : Charlie Dryfus
- Michelle Goh : Talon
- John Savage : Docteur Woodman
- Martin Kove : Anslow
- Nathan Perez : Meyer
- T.M. Van Ostrand : Green
- Atanas Srebrev : Temple
- David Kallaway : Kerns
- Stanislav Dimitrov : La créature
- Stanimir Stamatov : Hoog
- Raicho Vasilev : Monie